# Romanisation (histoire)
Pour les articles homonymes, voir Romanisation.

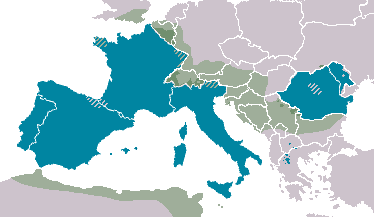
Romanisation et langues romanes sur le pourtour de la Méditerranée. Bleu-vert : langue romane officielle. Vert foncé : langue romane co-officielle ou localement officielle. Vert clair : langues romanes disparues.

La romanisation est un concept historique qui désigne un processus d’acculturation et/ou assimilation par l’adoption de la langue latine et de la culture romaine dans l’aire d’influence de l'Empire romain.
L’architecture et l’urbanisme romain, mais aussi l’intégration à l’armée romaine en apparaissent comme les vecteurs. La municipalisation y participe également. L’historiographie de la Rome antique a interrogé cette notion pour comprendre quelles pouvaient être sa validité et sa profondeur selon les régions et les milieux sociaux observés.

## Enjeu sémantique
« Romanisation » peut désigner :
- dans le domaine religieux, l’adoption des cultes romains — en particulier les cultes impériaux — et, dans l’histoire du christianisme, la transformation des rites liturgiques de certaines églises chrétiennes orientales pour qu’ils soient plus proches du rite romain ;
- dans le domaine politique, sur le territoire de l’Empire byzantin à la suite de la quatrième croisade, la fondation de l’Empire latin de Constantinople et des autres États latins d'Orient par les « Francs Latins » : dans ce contexte, la romanisation reste littéraire plutôt que linguistique, car la langue latine ne sort pas des chancelleries « latines » et ne s’étend pas aux populations soumises.

À cette époque, l’« Empire romain », identifié et perçu comme tel par tous (même si sa langue de chancellerie et liturgique était le grec) était bien celui que l’historiographie occidentale nomme « byzantin » depuis 1557 (Hieronymus Wolf), mais qui ne s’est jamais appelé ainsi durant sa longue existence (mais Imperium Romanorum, en grec Βασιλεία Ῥωμαίων / Basileía Rhômaíôn), tandis que l’État dit « latin » de Constantinople ne s’identifiait pas ainsi mais était perçu et identifié comme un « Empire franc » et non romain (Imperium Francorum, en grec Βασιλεία ϕράγγων / Basileía frángôn). L'enjeu de ces joutes sémantiques entre historiens ultérieurs, est de dénier aux Grecs « byzantins » la position d’héritiers de l’Empire romain, pour la transférer aux États successeurs de Charlemagne, à la papauté et aux États fondés par les croisés.

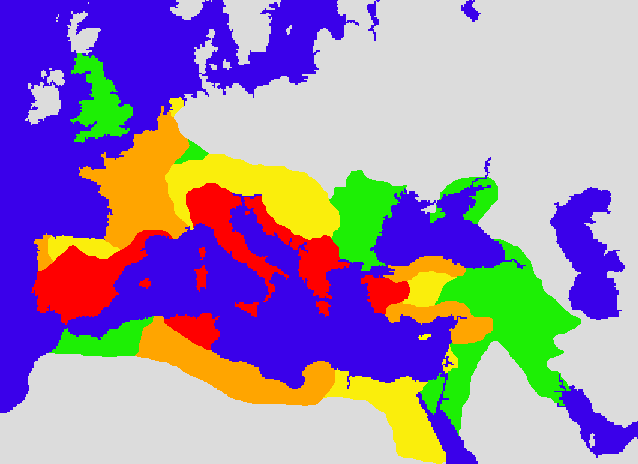
Extension de l'empire romain entre 133 avant notre ère (rouge) et 200 de notre ère (vert)
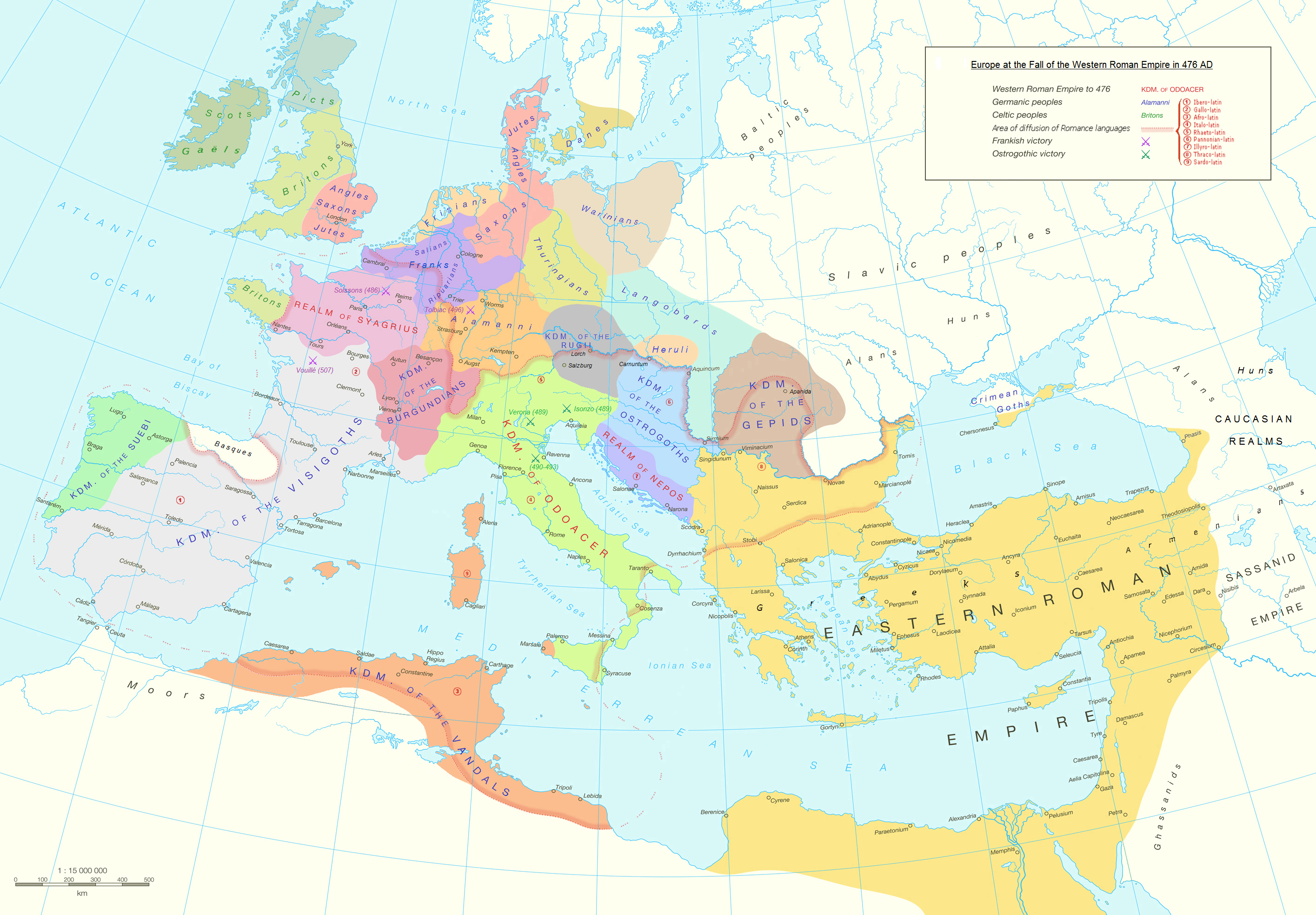
Empire romain, royaumes germaniques et limites de la romanisation (liséré rouge) en 476 de notre ère.
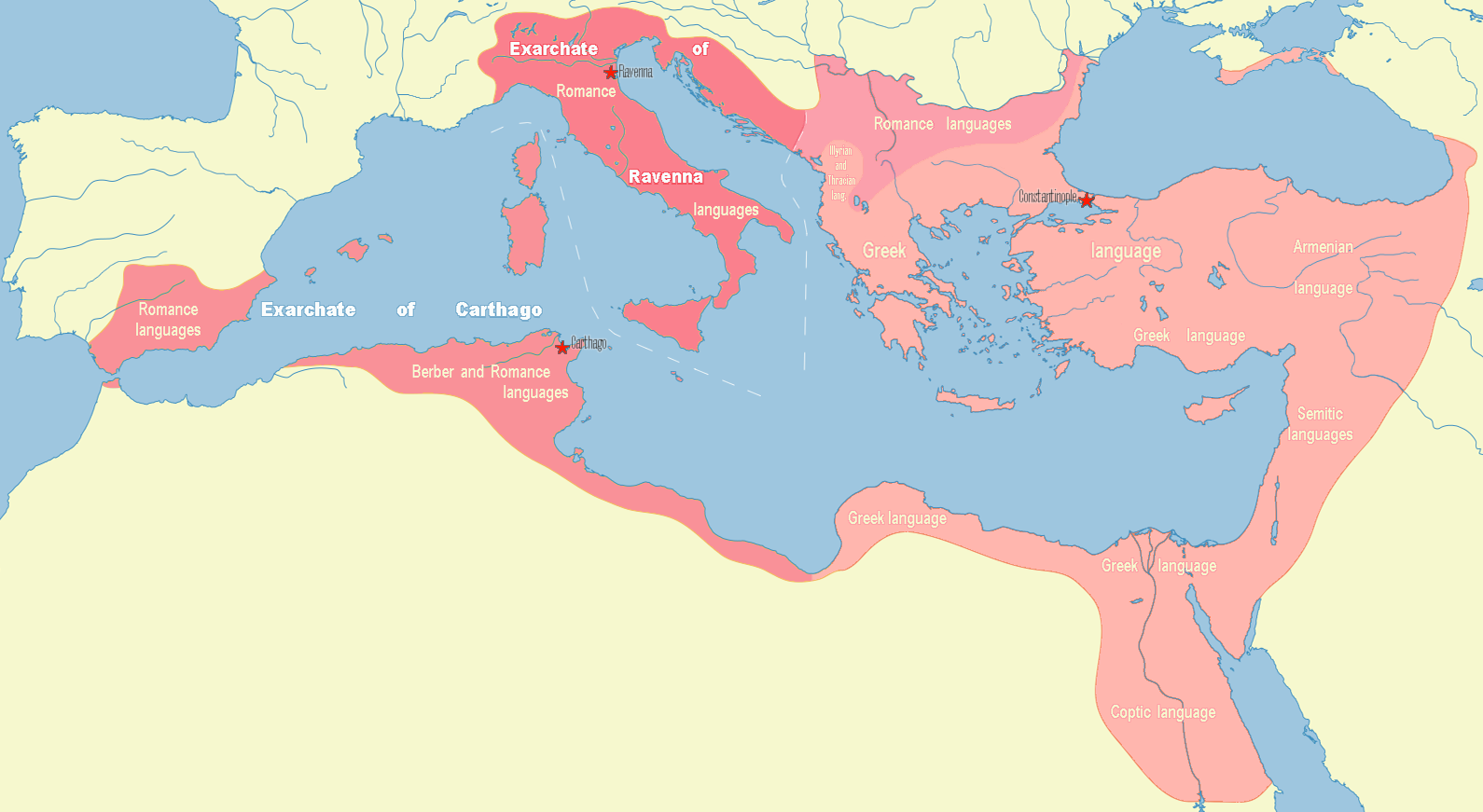
Cent ans après, la partie romanophone de l'Empire romain d'Orient en rose plus foncé.
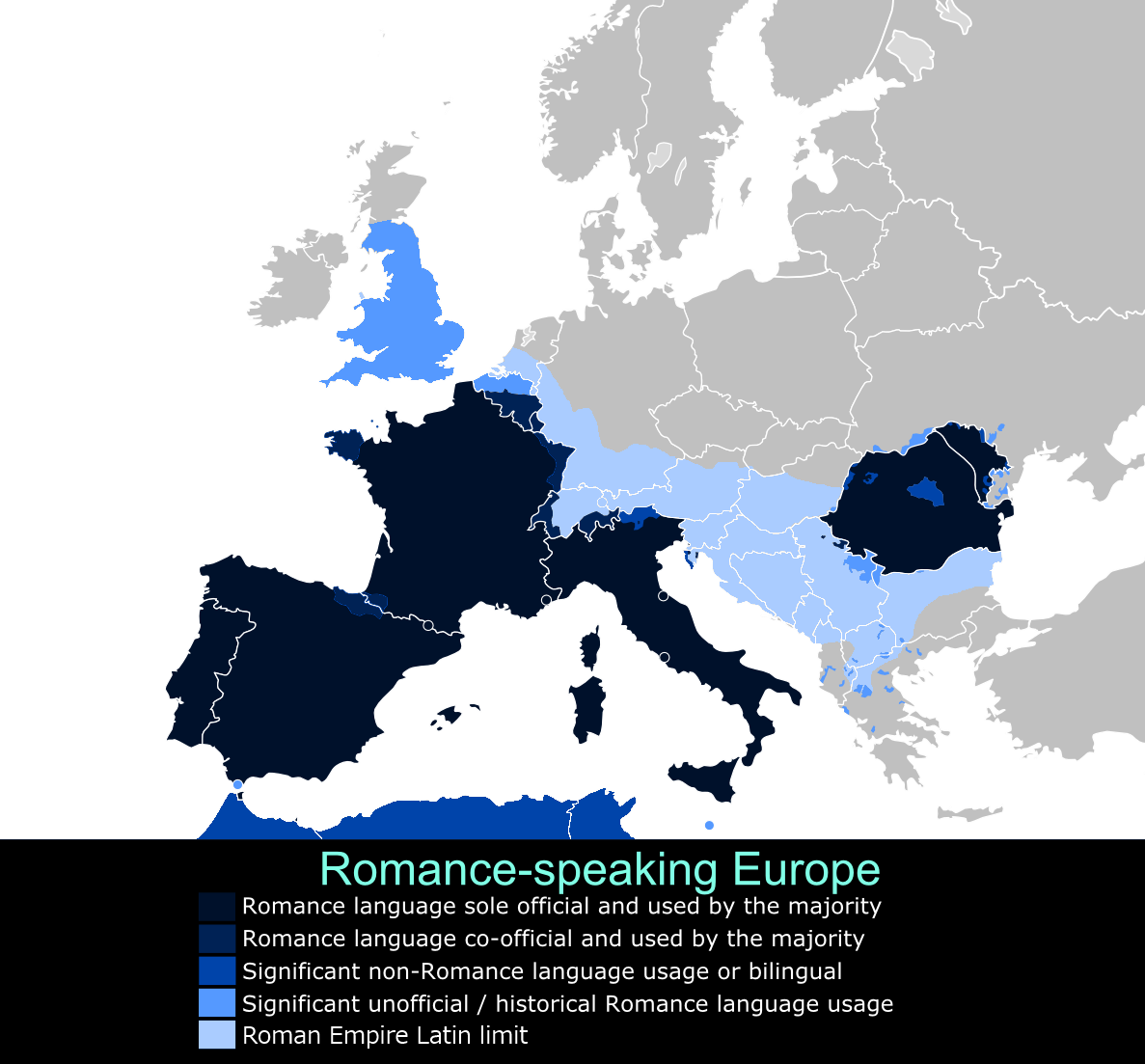
Les langues romanes, disparues durant les grandes migrations (bleu clair) ou encore parlées (noir).
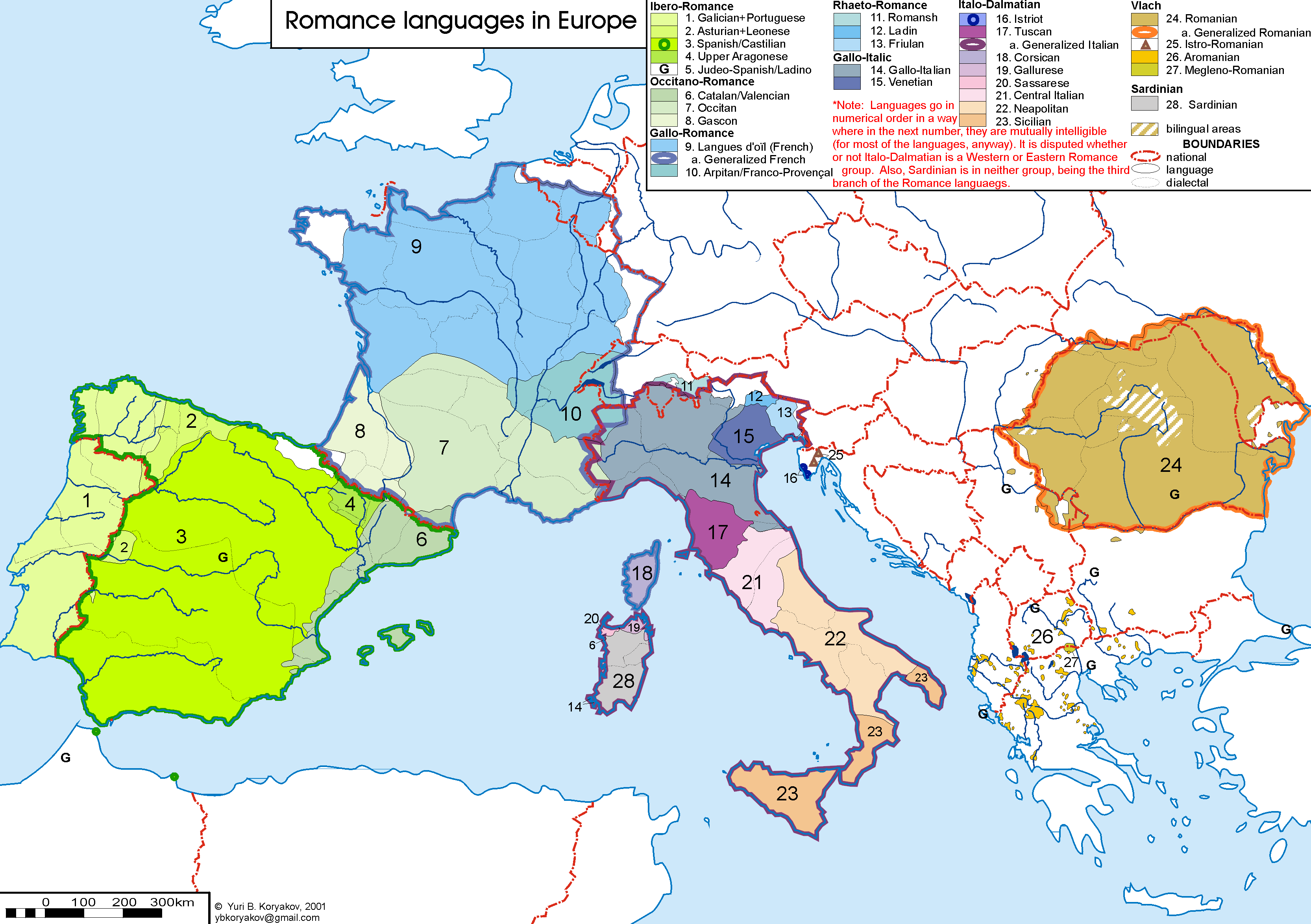
Les langues romanes en Europe au XXIe siècle.

## Enjeu historiographique
La romanisation a fait l’objet de débats entre historiens. Ainsi, pour Yvon Thébert, la Grèce n’« hellénise » pas, Rome ne « romanise » pas, mais « l’évolution des cultures est avant tout un processus interne aux régions concernées ». Selon Dimitri Tilloi-d'Ambrosi, contrairement à une idée reçue, la diffusion de la culture romaine, souvent lue à travers le prisme de l'histoire coloniale européenne au XIXe siècle (date de l'introduction du terme de romanisation), n'a pas été pleinement imposée par le conquérant mais procède d'une fusion entre deux processus : introduction réfléchie et forcée d'un système politique, fiscal et administratif dans les provinces romaines, et assimilation spontanée qui se communique de l'élite indigène locale au reste du peuple. De plus, dans certains territoires, les particularismes locaux (religieux, culturels, vestimentaires, linguistiques…) ne cèdent que très peu face à l'influence romaine. Ces modèles diffusionnistes (diffusion imposée ou spontanée des modèles romains) ont été critiqués comme trop romanocentriques, trop occidentaux ou trop coloniaux. Ils ont donné lieu à des débats d'historiens et archéologues qui modifient peu à peu les notions d'histoire culturelle et même de culture, et proposent de comprendre la romanisation en termes « de négociation, à partir des dynamiques locales, et non des impulsions du pouvoir…  Du point de vue culturel, il n'y aurait ni assimilation (car l'initiative venait des indigènes) ni acculturation (car la signification d'un élément romain changeait dans le contexte indigène), mais réinterprétation par métissage, créolisation ou hybridation ».
Concernant l’Afrique romaine, les thèses historiques les plus récentes suggèrent que le processus de romanisation a été un ensemble de valeurs et de faits culturels non pas imposés, mais adoptés et intégrés volontairement par une partie des populations autochtones berbères de l’Empire romain et de ses confins.
Concernant l'Europe centrale et les Balkans, les nationalismes des états modernes soit exaltent, soit nient la romanisation des populations antiques selon que le pays actuel est de langue romane ou non. Les études linguistiques, elles, aboutissent à identifier des idiomes romans qui ont disparu comme le roman de Pannonie (issu de la romanisation des Celtes de cette région et disparu au IXe siècle) ou le dalmate (issu de la romanisation des Illyriens et disparu au XIXe siècle), et des idiomes romans qui ont évolué et se sont diversifiés comme le roman des Balkans (issu de la romanisation des Thraces et des Daces devenus Thraco-Romains, à l’origine des quatre langues romanes orientales actuelles).
La romanisation de ces régions est l’objet de controverses dès que la carte paléolinguistique des territoires où elle s’est produite ne coïncide pas avec les frontières modernes. L’historiographie austro-hongroise et russe la situe exclusivement au sud du Danube, dans les Balkans, afin de conférer aux roumanophones vivant au nord du Danube (actuelles Roumanie et Moldavie) le rôle d’« immigrants tardifs » dans les territoires qu’ils revendiquèrent lors de leur renaissance culturelle. En revanche, l’historiographie des États balkaniques comptant des minorités romanophones réfute l’idée que la romanisation a pu se produire dans les Balkans, et considère que ces minorités romanophones y sont, là aussi, des « immigrantes tardives » venues du nord du Danube. En somme, s’il y a eu romanisation (puisque les langues romanes orientales existent) « c’est ailleurs que de nôtre côté », paradoxe que certains ouvrages historiques grand public résument ainsi : « Au XIe siècle, immigration des Valaques, vassaux des Mongols, près des frontières hongroises » et que le polémiste Vladimir Jirinovski a évoqué à Sofia en 1994 par la formule : « les Roumains sont des colons italiens venus sur les nefs génoises qui se sont mêlés aux Tziganes danubiens pour envahir des terres appartenant légitimement à la Bulgarie, à la Hongrie et à la Russie ».